# Ann-Christine Nyström
Ann-Christine Nyström (Helsinki, 26 de julio de 1944-Estocolmo, 5 de octubre de 2022) más conocida como Ann-Christine, fue una cantante finlandesa. Representó a Finlandia en el Festival de la Canción de Eurovisión 1966 con la canción «Playboy».

## Carrera
Luego de su exitosa participación en un concurso de canto, recibió un contrato con la compañía discográfica Scandia. Lanzó algunos sencillos hasta que fue seleccionada para representar a Finlandia en el Festival de Eurovisión de 1966, con la canción «Playboy». El festival fue celebrado en la ciudad de Luxemburgo (Luxemburgo) el 5 de marzo. Finalmente, Ann-Christine se ubicó en el 10.º puesto con siete puntos (tres puntos otorgados por Dinamarca, tres de Noruega y uno de los Países Bajos).
Decidió poner fin a su carrera musical en 1973, tras once años en el mundo del espectáculo Desde1976 vivió en Estocolmo. A pesar de que su lengua materna es el sueco, todas sus canciones las grabó en finlandés e inglés.